# Evangelische Kirche (Landenhausen)

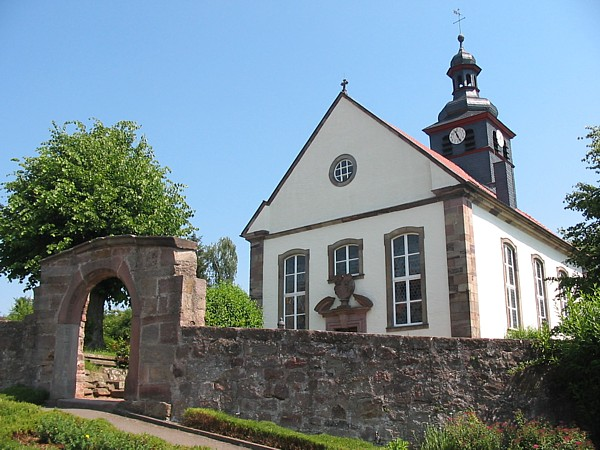
Evangelische Kirche (Landenhausen)

Die evangelische Kirche Landenhausen ist ein denkmalgeschütztes Kirchengebäude, das in Landenhausen, einem Ortsteil der Gemeinde Wartenberg im Vogelsbergkreis (Hessen) steht. Die Kirchengemeinde gehört zum Dekanat Vogelsberg in der Propstei Oberhessen der Evangelischen Kirche in Hessen und Nassau.

## Beschreibung
Die Saalkirche mit dreiseitigem Schluss des Kirchenschiffs wurde 1748 auf den Grundmauern einer Fachwerkkirche von 1648 erbaut. Über dem Chor erhebt sich im Osten aus dem Satteldach des Kirchenschiffs ein schiefergedeckter quadratischer Dachreiter, der die Turmuhr und den Glockenstuhl mit drei Gussstahlglocken von 1920 beherbergt. Bedeckt ist der Dachreiter mit einer achtseitigen bauchigen Haube, die von einer offenen Laterne gekrönt ist. Im gesprengten Giebel über dem Portal befindet sich das Wappen der Freiherren Riedesel, die das Kirchenpatronat innehaben. 
Vor dem hölzernen Altar befindet sich das Taufbecken aus Sandstein von 1661, das bereits in der Vorgängerkirche stand. Direkt darüber hängt von der Decke ein Taufengel herab. Die Brüstungen der dreiseitigen Emporen sind bemalt. An der rechten Seite ist am Chorbogen die barocke Kanzel angebracht. Sie trägt ringsum die hölzernen Statuetten der vier Evangelisten. Die 1904 von Adam Eifert gebaute Orgel, wurde 1972 ersetzt.